# Otto Kobalek
Otto Kobalek, eigentlich Krbalek (* 8. Mai 1930 in Wien; † 3. Mai 1995), war ein Wiener Original und Teilzeitkünstler im Umfeld von Helmut Qualtinger. Er war auch unter dem Pseudonym Otto Zokan bekannt.

## Leben
Otto Kobalek, Sohn eines Wiener Kohlenhändlers und zeitweise als Kohlenträger tätig, arbeitete  als Happening-Künstler der first vienna working group: motion mit Joe Berger zusammen und bezeichnete sich auch als Arbeiterdichter, erhob im Szene-Lokal Gutruf habituell die „Kobalek-Steuer“, einen „Zwonek“ (zwanzig Schilling). Ungeachtet dieser Spenden war Kobalek für seine Beschimpfungen gefürchtet. Sechs von  Kobaleks parodistischen Gedichten sind erhalten. Eines davon endet mit den Worten: „Und geht die Welt zu Grund – Ich liebe dich und die Partei und den Gewerkschaftsbund“.
Schauspielerisch war Kobaleks wahrscheinlich wichtigster Auftritt jener als Godot im Theater in der Liliengasse. In einer Vorstellung von Samuel Becketts Stück für das Theater der Jugend erschien Otto Kobalek unerwartet auf der Bühne, in der Hand ein Plastiksackerl. Er sagte laut Teddy Podgorski zu Schauspielern und Publikum: „Godot ist da. Sie müssen nicht mehr warten.“ Helmut Qualtinger habe daraufhin Samuel Beckett selbst kontaktiert, welcher sich erfreut gezeigt habe. Zum ersten Mal in der Geschichte der Literatur sei Godot erschienen. Seine letzten Lebensjahre verbrachte Kobalek im Altenheim der Caritas in Weidling, einem Ortsteil von Klosterneuburg.
Kobalek ist auch als Mitglied des Vienna Art Orchestra hervorgetreten, er war an der Produktion der Platte Jessas na als Sänger beteiligt. Kobaleks 17 Jahre jüngerer Halbbruder war der  Künstler Franz West.
Er wurde am Friedhof der Feuerhalle Simmering bestattet.

## Dokumentation
- Kobalek oder das Sichtbare und das Verborgene. (Dokumentarfilm; 62 min.; Buch, Regie, Produktion: Susanne Freund; 1990)